# Lomtjärnen (Karlskoga socken, Värmland)
Lomtjärnen är en sjö i Karlskoga kommun i Värmland och ingår i Göta älvs huvudavrinningsområde. Sjön är 9 meter djup, har en yta på 0,013 kvadratkilometer och befinner sig 216 meter över havet.